# サン・ジョヴァンニ・ア・ピーロ
サン・ジョヴァンニ・ア・ピーロ（伊: San Giovanni a Piro）は、イタリア共和国カンパニア州サレルノ県にある、人口約3,800人の基礎自治体（コムーネ）。

## 地理

### 位置・広がり

#### 隣接コムーネ
隣接するコムーネは以下の通り。
- カメロータ
- ロッカグロリオーザ
- サンタ・マリーナ
- トッレ・オルサーイア